# Panji Dabutar
Panji Dabutar is een bestuurslaag in het regentschap Dairi van de provincie Noord-Sumatra, Indonesië. Panji Dabutar telt 2010 inwoners (volkstelling 2010).